# Cordillera Huayhuash

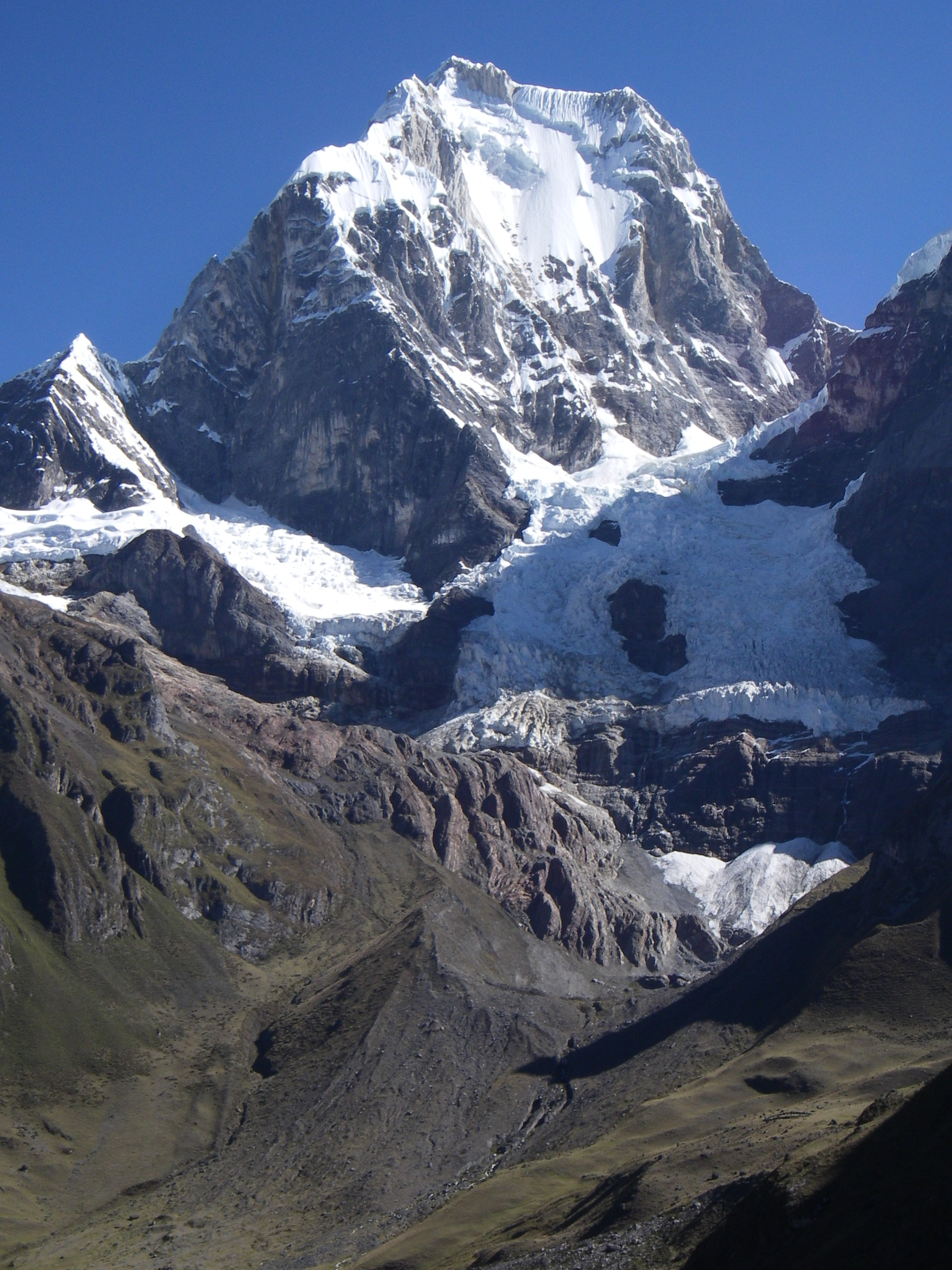
Yerupajá, 6634 m n.p.m.

Cordillera Huayhuash – pasmo górskie w zachodnim Peru, w Kordylierze Zachodniej (Andy Północne). Rozciąga się na długości ok. 150 km. Najwyższy szczyt, Yerupajá, osiąga wysokość 6634 m n.p.m. Pasmo zbudowane głównie z mezozoicznych skał osadowych; w części południowej i północno-zachodniej ze skał efuzywnych. Dominuje rzeźba alpejska. Występuje wiele jezior; w części północnej znajdują się lodowce górskie. Na zboczach wschodnich mają swoje źródła rzeki Marañón, Huallaga i Mantaro, natomiast na zboczach zachodnich niewielkie rzeki uchodzące do Oceanu Spokojnego.